# Ve dvou se to lépe táhne
Ve dvou se to lépe táhne je česká němá filmová komedie, kterou v roce 1928 natočil režisér Svatopluk Innemann na motivy stejnojmenné knihy Zdeňka Matěje Kuděje. Ústřední dvojici ztvárnili komici Ferenc Futurista a Jára Kohout.

## Obsah
Potkáváme spisovatele Matěje Kuděje (Ferenc Futurista), který se z důvodu své špatné finanční situace rozhodl, že opustí městské prostředí a vydá se na venkov. Ke svému putování přizve i svého přítele a kolegu spisovatele Jaroslava Haška (Jára Kohout). Při svém bezcílném venkovském putování, které zahrnuje také všechny hospody, které se jim podaří objevit, potkají bohatého továrníka (Rudolf Nížkovský) s dcerou (Slávka Tauberová) a jejím snoubencem Ludvíkem (Mario Karas). Svým neobyčejným smyslem pro humor si rychle získají továrníkovu přízeň. Půvabem továrníkovy dcery je zase zcela oslněn Jaroslav, který ještě před návratem do města jí napíše dopis, ve kterém se vyzná ze svých citů k ní.
Na nádraží se pánové spisovatelé seznámí se zámožným Čechoameričanem Pitlíkem (Josef Novák) a jeho neteří Normou (Bronislava Livia). Od něj dostávají pozvání do jeho vily. Zde se opětovně setkávají s továrníkem, jeho dcerou i jejím snoubencem. Pan Pitlík a pan továrník jsou totiž dlouholetí přátelé. V noci dojde ve vile ke krádeži šperků. Kudej s Haškem jsou svědkem této krádeže a usvědčí tak jejího pachatele, snoubence továrníkovy dcery Ludvíka. Nakrátko se cesty našich hrdinů rozcházejí, aby se zanedlouho opět setkali na maškarním plese. Jaroslav se zde odhodlá požádat továrníkovu dceru o ruku. Vše končí svatbou Jaroslava s továrníkovou dcerou. Ani Matěj neodchází s prázdnou, dostává od Pitlíka peníze a jeho tíživá finanční situace, která stála na počátku jejich putování, se tak vyřeší.

## Obsazení
| Ferenc Futurista   | spisovatel Matěj Kuděj        |
| Jára Kohout        | spisovatel Jaroslav Hašek     |
| Josef Novák        | Čechoameričan milionář Pitlík |
| Bronislava Livia   | Norma Líná, Pitlíkova neteř   |
| Mario Karas        | podvodný nápadník             |
| Slávka Tauberová   | továrníkova dcera             |
| Rudolf Nížkovský   | továrník Ludvík               |
| Josef Kobík        | hospodský                     |
| Vojta Merten       | hospodský v čapce             |
| Ada Karlovský      | komorník                      |
| Josef Loskot       | karbaník                      |
| Alois Dvorský      | žebrák                        |
| Jindřich Plachta   | starosta města                |
| Antonín Šolc       | člen městské rady             |
| František Černý    | člen městské rady             |
| Vladimír Slavínský | člen městské rady             |
| Přemysl Pražský    | policejní komisař             |
| Václav Pecián      | četník                        |
| Jindřich Fiala     | žalářník                      |
| Josef Zezulka      | strážník                      |
| Fanda Mrázek       | podomek ve vile               |